# Seidozerite
La seidozerite è un minerale.